# 中臣鎌子
中臣鎌子（？—？），日本飛鳥時代豪族，欽明天皇時代的連（貴族），佛教傳入日本時屬強烈反對派。
欽明天皇13年（552年），百濟聖明王使者携帶佛像和經論數卷出使日本，上表佛教功德。天皇問群臣可否禮拜，蘇我稲目賛成，他與物部尾輿反對。不久民間出現疫病，尾輿與他認為是國神震怒，上奏天皇廢棄禮拜，天皇許可，佛像被拋入難波的堀江，寺院也被燒。